# Hrvatski Top Model
Hrvatski Top Model (tiếng Anh: Croatia's Top Model) là một chương truyền hình thực tế trên truyền hình Croatia dựa America's Next Top Model của Tyra Banks được phát sóng trên RTL Televizija. Các thí sinh cạnh tranh với nhau trong một loạt các cuộc thi để xác định ai sẽ giành danh hiệu "Top Model" của Croatia, cũng như một hợp đồng người mẫu với một công ty quản lí với hy vọng sự nghiệp bắt đầu hứa hẹn trong ngành người mẫu.
Người mẫu Tatjana Jurić sẽ đóng vai trò host mà Tyra Banks đã thể hiện trong phiên bản gốc. Cô là người đứng đầu cuộc tìm kiếm cũng như là một người cố vấn cho 16 cô gái đã được chọn để sống trong một ngôi nhà cùng nhau ở Zagreb. Jurić và ban giám khảo bao gồm Borut Mihalić, Boris Bašić, Damir Hoyka và Boris Cavlina Juri để đánh giá các cô gái mỗi tuần. Thường thì một, nhưng thường thì hai cô gái bị loại trừ cho đến khi chỉ còn lại ba cô gái. Nhà thiết kế thời trang Marco Grubnic đã có vài lần xuất hiện trong mùa đầu tiên để giới thiệu các cô gái với ngành thời trang và đưa ra những lời chỉ trích cho họ. Sau 13 tuần, Sabina Behlić là người chiến thắng trong mùa đầu tiên, đánh bại Valentina Dropulić và Marina Jerković trong chung kết.
Chương trình được lên kế hoạch trở lại với mùa thứ hai vào mùa thu năm 2010, với Vanja Rupena làm host thay thế cho Jurić.

## Điểm khác biệt giữaANTM
Trong cách xuất hiện, các nhiệm vụ, các quá trình biên tập và loại trừ, Hrvatski Top Model cũng tương tự như Germany's Next Topmodel hơn là ANTM. Phiên bản này có sàn diễn thời trang trước mặt các giám khảo, mỗi thí sinh phải đối mặt với cách đánh giá riêng của mình mà không có lệnh cụ thể nào, và thí sinh của mình đi đến nhiều hơn một điểm đến quốc tế trong một mùa. Ngoài ra, một chương trình cuối cùng được ghi lại trong một phòng thu truyền hình nơi quyết định xếp hạng giữa ba thí sinh cuối cùng được quyết định, và mỗi thí sinh cuối cùng tham gia vào một sàn diễn thời trang cuối cùng.

## Các mùa
| Mùa | Phát sóng           | Quán quân      | Á quân             | Các thí sinh theo thứ tự bị loại | Tổng số thí sinh | Điểm đến quốc tế               |
| --- | ------------------- | -------------- | ------------------ | --- | ---------------- | ------------------------------ |
| 1   | 8 tháng 3 năm 2008  | Sabina Behlić  | Valentina Dropulić | Marija Šegota (dừng cuộc thi), Alin Horvat, Dea Frua & Maja Majurec, Neda Janus (dừng cuộc thi), Monika Perić, Martina Bukovec, Nikolina Rešček, Julija Borovina & Kristina Šakić, Andrea Akmadžić, Marija Andrijašević, Tea Vukman, Marina Jerković | 16               | Schladming Vienna Munich Milan |
| 2   | 3 tháng 10 năm 2010 | Rafaela Franić | Nikolina Jurković  | Ana Aračić, Monika Horvat, Deni Žižić, Kristina Petričević, Anita Vulin & Iva Pajković, Mada Peršić, Anđela Melvan & Ela Arapović, Andrea Katkić | 12               | Milan Berlin Potsdam           |